# Échavanne
Échavanne település Franciaországban, Haute-Saône megyében. Lakosainak száma 200 fő (2022. január 1.). Échavanne Champagney, Chenebier és Frahier-et-Chatebier községekkel határos.

## Népesség
A település népességének változása:
| Lakosok száma | 207  | 205  | 208  | 205  | 204  | 202  | 201  | 200  | 200  |
|               | 2013 | 2015 | 2016 | 2017 | 2018 | 2019 | 2020 | 2021 | 2022 |